# Nationaal park Serra da Bodoquena
Nationaal park Serra da Bodoquena is een nationaal park in Brazilië in de staat Mato Grosso do Sul. Het is opgericht op 21 september 2000, en is 77.022 ha groot. Het beheer gebeurt door het ICMBio.

## Karakteristiek

### Geologie
Het park is genoemd naar de Serra da Bodoquena. Het gaat om een geërodeerd kalksteenplateau met een lengte van 200 km van noord naar zuid op een hoogte van 800 meter afgewisseld in het oosten met heuvels. Het plateau kent een helling waarbij de oostelijke helft 200 meter hoger is dan de westelijke helft. De geschiedenis van het gebied gaat terug tot 580 miljoen jaar geleden, toen primitieve levensvormen de zee bewoonden. De toen afgezette sedimenten kunnen nu nog in het gebied in de grotten en dolines aangetroffen worden die een ouderdom hebben van 60 miljoen jaar. Er zijn talrijke ondergelopen grotten waarvan de diepste tot minstens 220 meter onder het oppervlak gaat. In de grotten werden fossielen van de megafauna uit het Pleistoceen gevonden.

### Fauna en flora
De rivieren en meren in dit park staan bekend om hun zeer heldere water, mede als gevolg van de aanwezigheid van kalksteen dat werkt als filter.
Naast de cerradovegetatie is er bladverliezend loofbos en semi-groenblijvend bos, dat slechts een deel van bladeren verliest in het droge seizoen. Ooibossen komen voor bij de rivieren. Ook de oevervegetatie speelt een rol bij het behoud van de kristalheldere rivieren.
Bedreigde soorten die in het park voorkomen, zijn: Ancistrus formoso, jaguar (panthera onca) en poema (puma concolor).